# 3,4-dimetiloctano
El 3,4-dimetiloctano es un alcano de cadena ramificada con fórmula molecular C10H22.